# Valeriano Lanchas
Valeriano Lanchas Nalús (Bogotá, 16 de julio de 1976) es un cantante de música lírica y ópera colombiano. Su registro es de bajo-barítono y es reconocido como una de las principales figuras colombianas en el mundo de la ópera; ha recibido varios premios internacionales y es el único colombiano que ha cantado en la Metropolitan Opera de Nueva York.

## Trayectoria
Valeriano Lanchas nació en Bogotá en 1976 su padre español Felipe Lanchas y madre libanesa Marta Nalús. Durante su juventud empezó a interpretar los instrumentos de piano y violín y componer citas en formato clásico al lado con Gloria Zea. Ha cantado en las óperas de Washington, Philadelphia, Caramoor Festival de Nueva York, Los Ángeles, Barcelona, Madrid, Valencia, Bilbao, Santander, Montpellier, Treviso, Bielefeld, Bogotá, Caracas, Quito y Santiago y ofrecido recitales en Lisboa, Paris, Madrid, Berlín, Philadelphia, Nueva York y Bogotá.
Durante su carrera ha compartido el escenario con figuras como Plácido Domingo, Luciano Pavarotti, Martha Senn, Juan Pons, Juan Diego Flórez, Olga Borodina, Violeta Urmana, Marie McLaughlin, Angela Gheorghiu, Ainhoa Arteta. Lo ha dirigido Christophe Rousset, Renato Palumbo, Victor Pablo Perez, Marco Armiliato, Michele Mariotti, Plácido Domingo, Riccardo Frizza entre otros muchos.  Entre sus grabaciones se cuentan el Requiem de Verdi (MTM) La Octava Sinfonía de Mahler (EMI) ambos con la Orquesta Filarmónica de Bogotá y un álbum de canciones colombianas junto a Oscar Acevedo. También ha participado en grabaciones en directo de varias óperas que han sido retransmitidas para la radio en todo el mundo.